# ピクスタ
ピクスタ株式会社は、東京都渋谷区に本社を置く企業である。
デジタル素材のオンラインマーケットプレイス「PIXTA」や出張撮影プラットフォーム「fotowa」などの開発・運営を行う。

## 事業概要

### PIXTA
PIXTA（ピクスタ）は写真やイラスト、動画、音楽といったデジタル素材を自由に売買することのできるオンラインマーケットプレイスである。2006年5月のリリース時には写真素材のみの取り扱いであったが、2007年6月からはイラスト素材を、2010年2月からは動画素材の取り扱いを開始した。
また、2016年11月には株式会社クレオフーガと音素材販売の業務提携を開始し、2017年10月からはBGMや効果音、歌などの音楽素材の取り扱いも開始した。
2022年1月現在、PIXTAで取り扱われている各素材の総数は、音楽素材も合わせて6,950万点以上となっている。
また、2013年7月の英語版PIXTAリリースを皮切りに、繁体字版、タイ語版、韓国語版などサービスの多言語対応が行われている。

### fotowa
fotowa（フォトワ）は写真を撮って欲しいユーザーと、フォトグラファーをつなぐ、個人向けの出張撮影マッチングプラットフォームである。2016年2月リリース。写真テイストや得意ジャンル、口コミからカメラマンを選択でき、均一料金で利用することが可能。

### snapmart
snapmart（スナップマート）はスマホ写真の投稿販売マーケットプレイスである。
2016年8月に株式会社オプトインキュベートからピクスタ株式会社に事業譲受けが行われ、ピクスタ株式会社の子会社「スナップマート株式会社」が運営している。
スマホ写真の売買に加え、現在はインフルエンサーやインスタグラマーによる写真を通じたPRやマーケティングに関するサービスの提供も行っている。

## 役員一覧
取締役代表取締役社長-古俣 大介
取締役-内田 浩太郎
取締役-遠藤 健治
取締役-恩田 茂穂
社外取締役（監査等委員）-内田 久美子
社外取締役（監査等委員）-松本 浩介
社外取締役（監査等委員）-丸山 聡
執行役員-小張 亮/加藤 あす香

## 沿革
会社公式サイトから引用。

### 2005年
- 8月25日： 東京都渋谷区渋谷にてデジタル素材マーケットプレイス「PIXTA」の運営を目的に株式会社オンボード（現 ピクスタ株式会社）設立

### 2006年
- 5月： デジタル素材マーケットプレイス「PIXTA」をリリースし、写真素材の販売を開始

### 2007年
- 6月： 「PIXTA」上でイラスト素材の販売を開始

### 2009年
- 4月1日： ピクスタ株式会社に商号変更 / 本社を目黒区中目黒に移転

### 2010年
- 2月： 「PIXTA」上で動画素材の販売を開始
- 11月： 本社を渋谷区渋谷に移転

### 2013年
- 7月： 英語版PIXTAをリリース
- 11月： シンガポール共和国シンガポール市に現地法人PIXTA ASIA PTE. LTD.を設立
- 12月： 中国語版PIXTAをリリース

### 2014年
- 4月： 定額制デジタル素材マーケットプレイス「Imasia」をリリース
  - 4月： 定額制デジタル素材マーケットプレイス「Imasia」をリリース

### 2015年
- 4月： ImasiaをPIXTAに統合
- 7月： 台北市に台湾支店（日商匹克斯塔圖庫股份有限公司台湾分公司）を設立
- 9月14日： 東京証券取引所マザーズ市場へ上場

### 2016年
- 2月： 「PIXTA」タイ語版サイトを開設 / 「fotowa」サービス開始
- 5月： ベトナム社会主義共和国ハノイ市に現地法人PIXTA VIETNAM CO., LTD.を設立
- 8月： 子会社としてスナップマート株式会社を設立、当該新子会社において株式会社オプトインキュベートよりSnapmart事業を譲受け
- 12月： タイ王国バンコク市に現地法人PIXTA (THAILAND) CO., LTD.を設立

### 2017年
- 3月： 韓国のTopic Images Inc.を子会社化
- 7月： 「PIXTA」韓国語版サイトを開設
- 10月： 「PIXTA」上で音楽素材の販売を開始

### 2018年
- 1月： 「PIXTA」でスマホ写真の投稿販売が解禁
- 10月： 芸術家支援プラットフォーム「mecelo」を開始（2020年12月にサービス終了）、出張撮影プラットフォーム「fotowa」のサービス提供地域が全国47都道府県に拡大

### 2019年
- 4月： 「PIXTA」上で4K動画素材、MP4ファイル形式素材の販売を開始

### 2020年
- 6月： カメラマン出張型商用撮影「PIXTAオンデマンド」を開始
- 7月： 無料画像編集ツール「PIXTAエディター」を公開
- 8月： 「PIXTA」上で動画素材の定額制プランの販売を開始

## 不祥事
2022年10月、子会社のスナップマートにおいて販売されている素材が出品者とは無関係の第三者が著作権を保有している写真だったことが発覚。更に購入者も利用規約に反する目的で購入し、その結果、著作権者や被写体（家屋）所有者に多大なる迷惑をかけたとして謝罪した。